# جزمین
جزمین (انگلیسی: Jasmine) کتابخانه ی تست جاوا اسکریپت است.

## استفاده
جزمین سعی می کند ساده و خوانا باشد. یه برنامه ی ساده ی Hello World در جزمین به این صورت خواهد بود در اینجا ()describe یک تست را شروع می کند و ()it شروع یک تست مستقل بخصوص است.
کد جزمین قرار است این تابع را تست کند:
```
function
 
helloWorld
()
 
{

  
return
 
'Hello world!'
;

}

```

و حالا اگر بخواهیم تایید شود که خروجی این تابع قطعاً "!Hello world" خواهد بود کد زیر را می نویسیم.
```
describe
(
'Hello world'
,
 
function
()
 
{

  
it
(
'says hello'
,
 
function
()
 
{

    
expect
(
helloWorld
()).
toEqual
(
'Hello world!'
);

  
});

});

```